# بريد المنطاد زبلين
كان بريد زبلين بريدًا محمولًا على متن المناطيد الألمانية التي استُخدمت مدنيًا من عام 1908 إلى عام 1939. وكانت كل رحلة من رحلات منطاد زبلين تقريبًا تحمل بريدًا، وأحيانًا بكميات كبيرة؛ وكانت الأغلفة عادةً ما تحمل أختام بريدية خاصة، كما أصدرت عدة دول طوابع بريدية مخصصة للاستخدام على البريد الذي تحملهُ المناطيد.

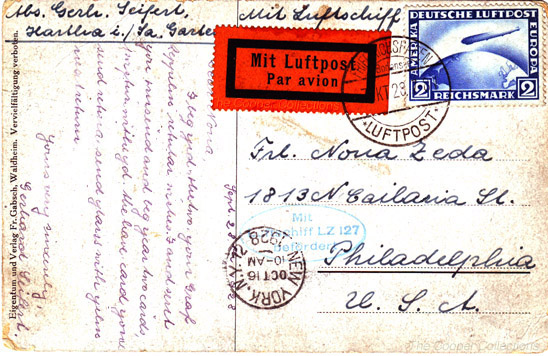
أول رحلة طيران بواسطة المنطاد زيبلين عام 1928

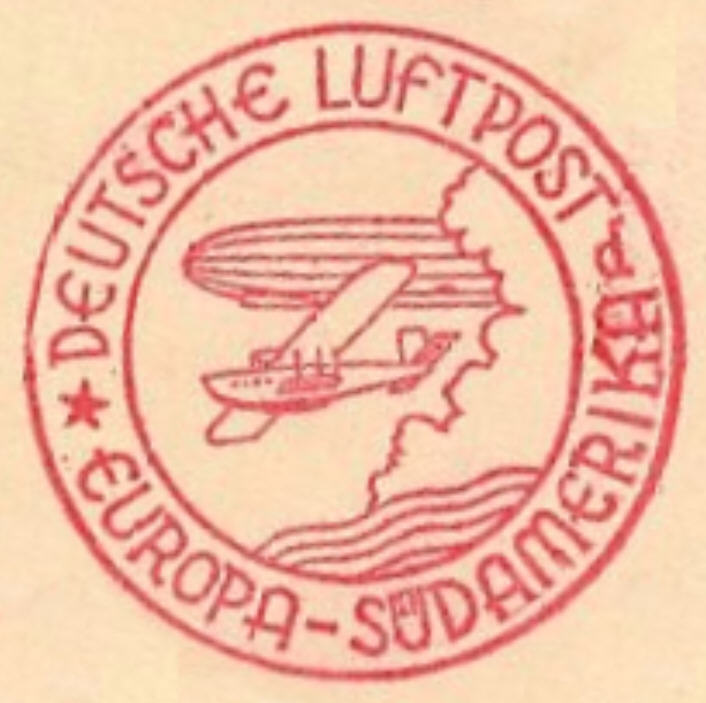
ختم بريدي يستعمل للدلالة على نقل البريد بواسطة المنطاد زبلين

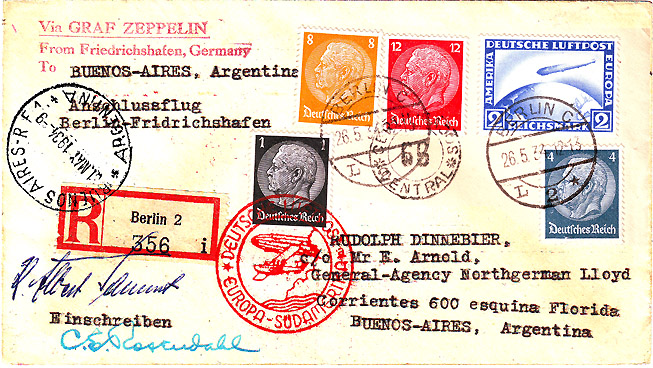
أول رحلة طيران جنوب أمريكا 1934

## الفترة الأولى 1908-1914
ظهر أول منطاد زبلين حاملاً للبريد هو المنطاد LZ 4، في يوليو 1908، تلاهُ المنطاد LZ 3 بفترة وجيزة. لم تستخدم الرحلات الأولى أي أختام أو علامات خاصة؛ أولها كان ختم بيضاوي كُتب عليهِ "LUFTSCHIFF / SIGNALPOST" حول الحافة و"Z III" في المنتصف، واستُعملت بالتأشير على بريد المناطيد LZ 6 (Z 3) من أغسطس إلى أكتوبر 1909. بحلول عام 1911، استُخدم عدد من الطوابع البريدية المختلفة؛ ومن الأمثلة النموذجية دائرة كُتب عليها "AN BORD DES / ZEPPELIN / LUFTSCHIFFES"، مع تاريخ في المنتصف واسم المنطاد في الأسفل. وقد وُضعت هذهِ الأختام بالفعل على متن المنطاد أثناء طيرانهِ، في محطة بريدية صغيرة.
دخلت مناطيد زبلين إلى الخدمة العسكرية في عام 1914، ومنذ ذلك الحين لم تعد تحمل البريد المدني، على الرغم من أن القادة العسكريين كانوا يستعملون أختامًا يدوية خاصة على بريدهم.

## خلال فترة الحرب 1919-1939

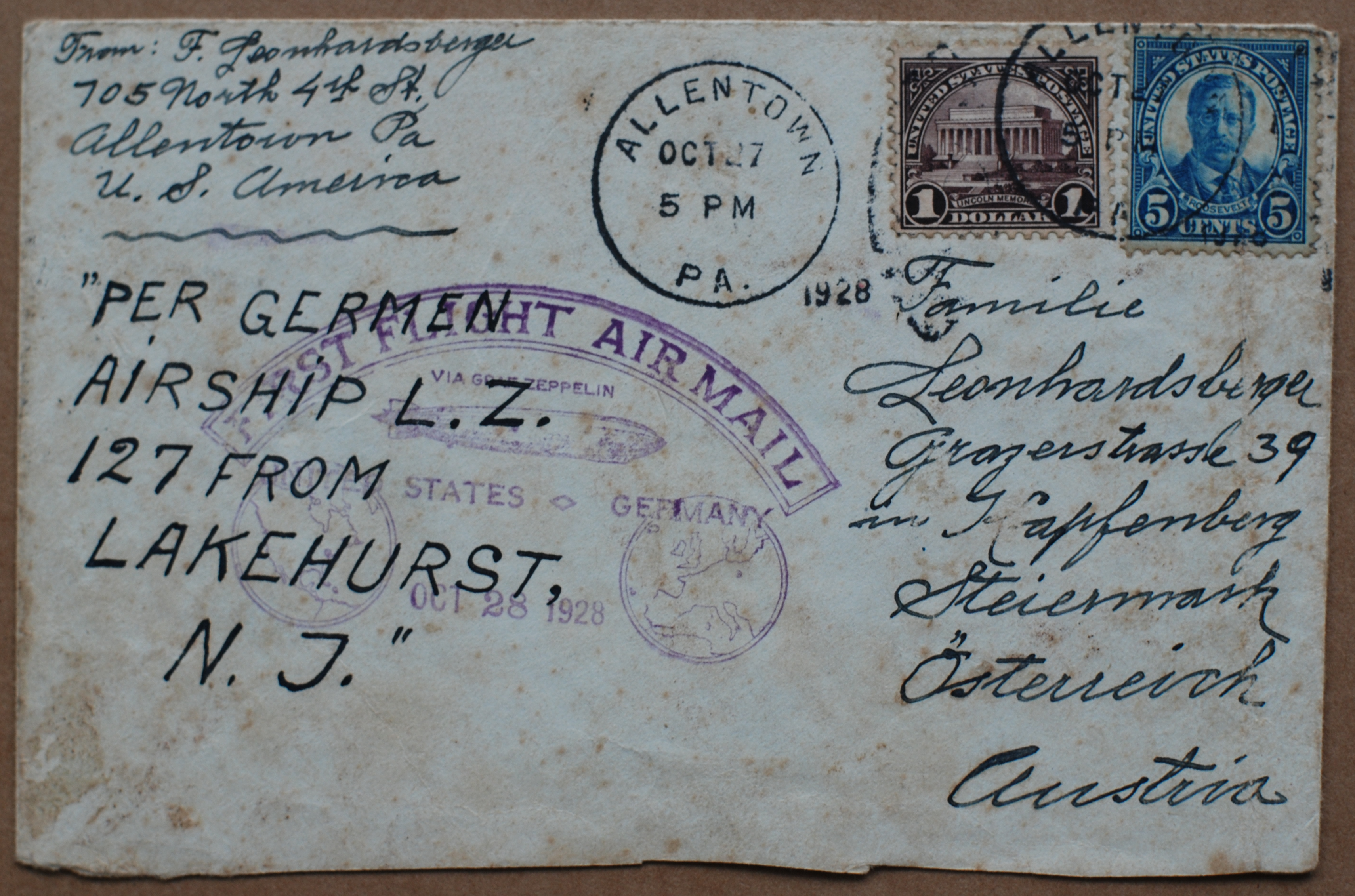
رسالة عن الرحلة الأولى للمنطاد زبلين أل زد 127 الألماني عام 1928

في أواخر عام 1919، استأنف المنطاد الألماني زبلين أل زد 120 رحلاتهُ ونقل البريد، مستخدماً طوابع البريد كما كانت عليهِ قبل الحرب، حتى عام 1921 عندما مُنح لإيطاليا كتعويضات حرب. نقل المنطاد زبلين أل زد 126 البريد لفترة وجيزة عام 1924 قبل تسليمهُ إلى الولايات المتحدة الأمريكية وإعادة تسميتهُ بمنطاد لوس أنجلوس (زد آر-3). نقل المنطاد لوس أنجلوس البريد بين ليكهورست، نيوجيرسي، برمودا، وماياجويز، بورتوريكو، عدة مرات.

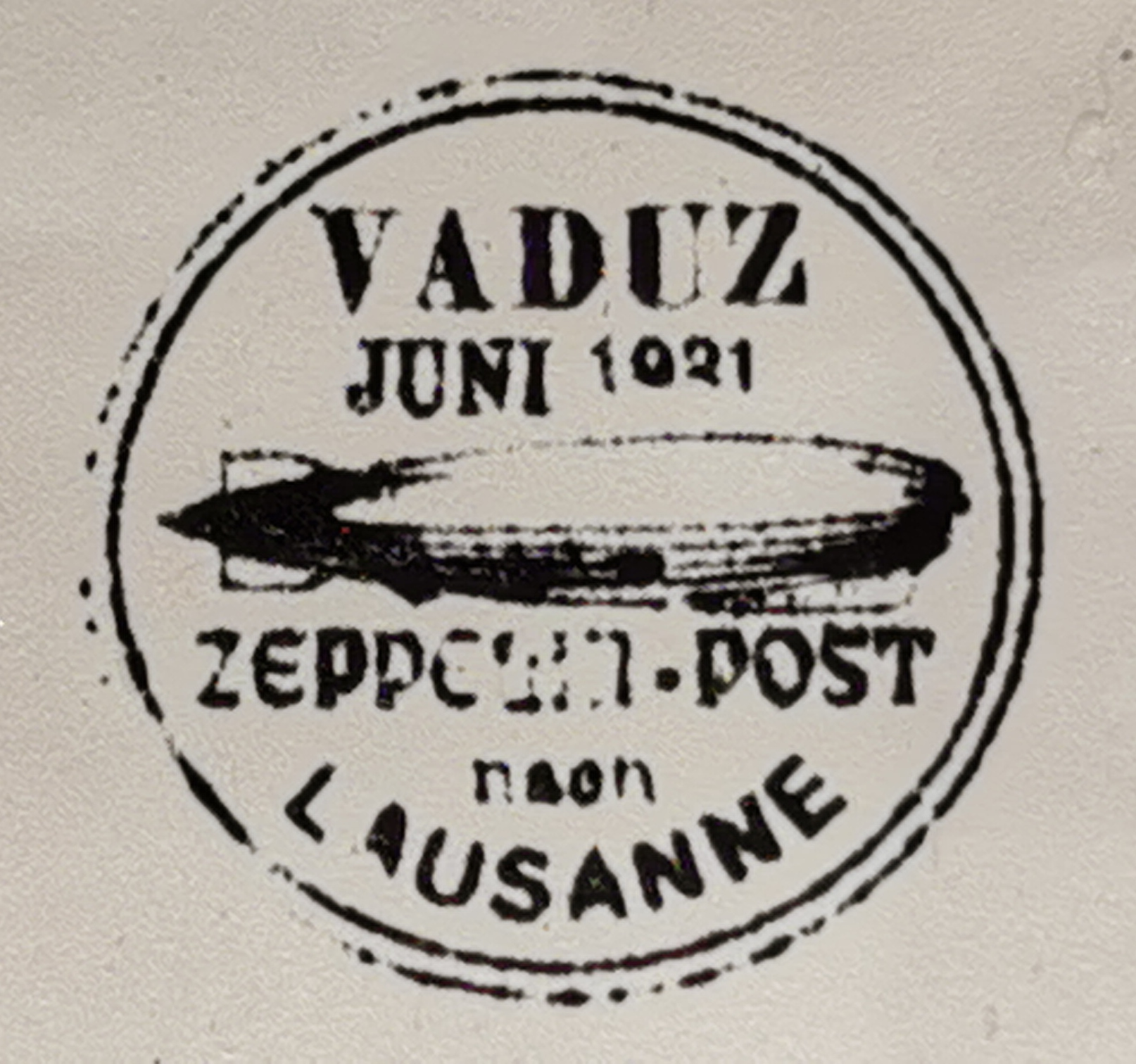

كان لمنطاد أل زد 127 غراف زبلن مسيرة طويلة ومشهود لها. ففي غضون أسابيع من رحلتها الأولى في سبتمبر 1928، حمل منطاد زبلين أول بريد جوي مباشر من ألمانيا إلى الولايات المتحدة الأمريكية وبالعكس. أصدرت ألمانيا طوابع بريد خاصة من فئة ماركين وأربعة ماركات لهذهِ المناسبة. وفي رحلة العودة، حمل المنطاد ما يقرب من 52,000 بطاقة بريدية و50,000 رسالة. في عام 1929، دار منطاد زبلين حول العالم، متوقفاً في مدينتي طوكيو ولوس أنجلوس. وبحلول وقت توقفهُ عن الخدمة في يونيو 1937، كان قد أجرى 590 رحلة جوية، حملت كل رحلة منها ما يصل إلى 12 طنًا من البريد الجوي من وإلى عشرات الدول حول العالم.

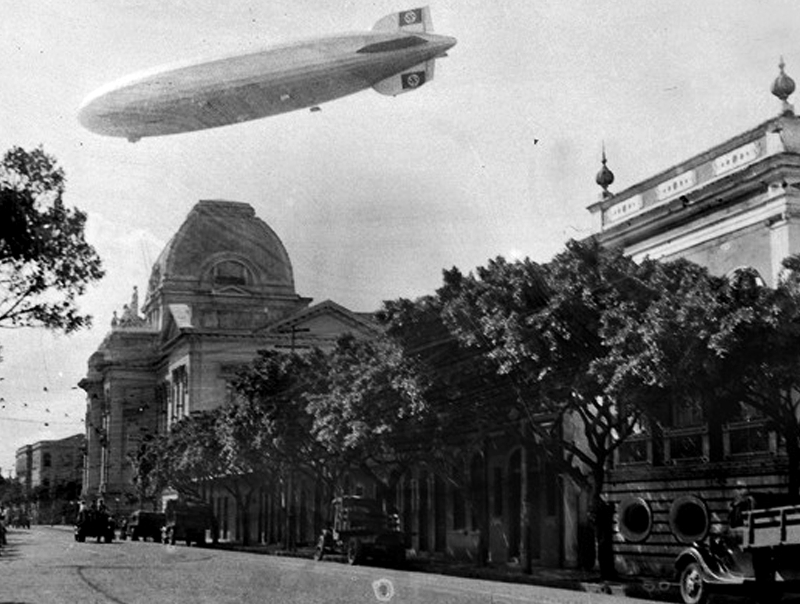
منطاد هيندنبورغ عام 1936 في سماء مدينة ريسيفي، البرازيل

على الرغم من أن منطاد أل زد 129 هيندينبورغ أشتهر بنهايتهِ المؤسفة عندما أحترق في الجو في 6 مايو من عام 1937، إلا أنهُ نقل خلال 14 شهرًا من طيرانهِ كميات كبيرة من البريد إلى الخارج، ووصل عدد رحلاتهِ إلى 63 رحلة، ولقد دُمّرت معظم قرطاسية البريد البالغ عددها 17,609 قطعة على متن الرحلة الأخيرة في الحريق، ولم يستعاد إلا عدد قليل منها، وهي اليوم تُعدّ من ظروف وأغلفة البريد المتحطم الثمينة للغاية.
كان المنطاد الهوائي زبلين 2 أل زد 130، هو آخر مناطيد الزبلين الهوائية والحاملة للبريد الجوي؛ حيث كان في الخدمة المدنية لبضعةِ أشهر فقط، من شهر أكتوبر 1938 إلى أغسطس 1939، ووصل عدد رحلاتهُ 30 رحلة فقط، جميعها داخل ألمانيا.

## طوابع مناطيد زبلين

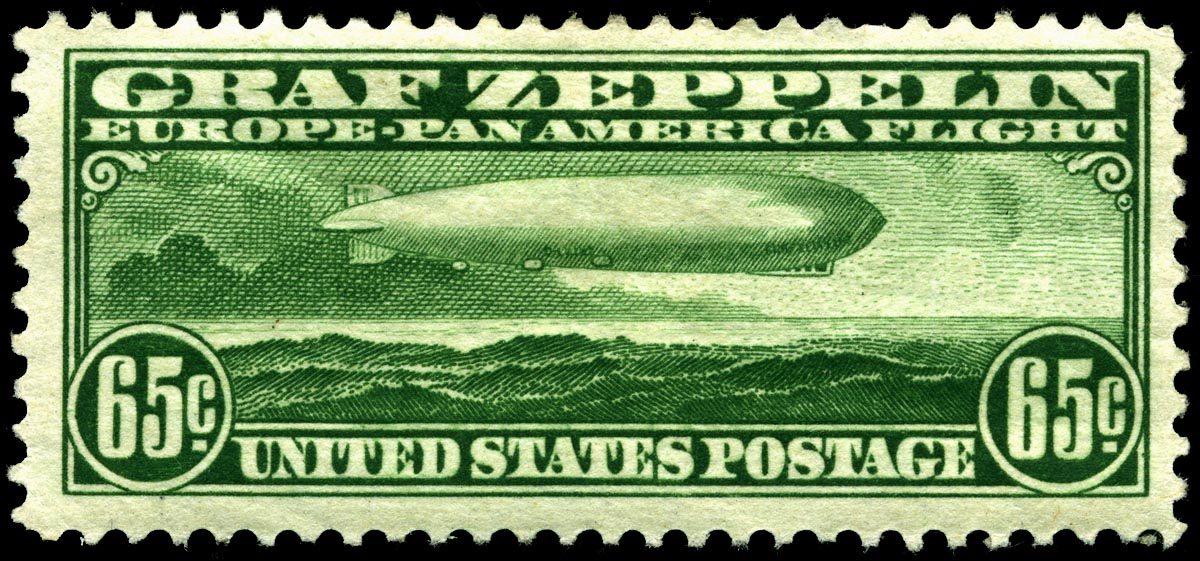
طابع منطاد زبلن 1930

أصدرت بعض الدول طوابع زبلين لدفع رسوم البريد على متن رحلات زبلين خلال عقدي العشرينيات والثلاثينيات من القرن العشرين، عندما كانت هذهِ المناطيد تنقل الركاب والبريد من ألمانيا إلى دول أخرى ذهاباً وأياباً. وبعض الطوابع طبعت بإصدارات عادية، بينما صُممت أخرى خصيصًا لرحلات المنطاد زبلين.

## اقرأ ايضاً
- eZEP.de — The webportal for Zeppelin mail and airship memorabilia
- Zeppelin Study Group — Research group for airship memorabilia and Zeppelin mail
- Zeppelin Post Journal — Quarterly publication for Zeppelin mail and airship memorabilia